# Temnitzquell
Temnitzquell är en kommun i Tyskland, belägen i Landkreis Ostprignitz-Ruppin i förbundslandet Brandenburg, 15 km nordväst om staden Neuruppin och omkring 70 km nordväst om Berlin. Kommunen administreras som del av kommunalförbundet Amt Temnitz, vars säte ligger i Walsleben. Kommunen bildades 1997 genom sammanslagning av kommunerna Katerbow, Netzeband och Rägelin som idag utgör tre Ortsteile (kommundelar).

## Kultur och sevärdheter
I Netzeband finns kyrkan Temnitzkirche som används som lokalt konst- och kulturhus. Vid orten finns även arkeologiska lämningar av en slavisk befästningsvall, Burgwall Netzeband.

## Kommunikationer
Temnitzquells kommun genomkorsas av motorvägen A24 (Berlin - Hamburg); närmaste påfart, Herzsprung, finns i grannstaden Wittstock/Dosse.
I Netzeband finns en järnvägsstation som trafikeras av regionaltåget Prignitzexpressen i riktningarna mot Wittenberge och mot Berlin.